# شانين سوسامون
وإسمها الكامل شانون ماري كاهولالوني سوسمان (بالإنجليزية: Shannon Marie Kahololani Sossamon)‏ وهي ممثلة أمريكية ولدت في 3 أكتوبر 1978 في هونولولو في ولاية هاواي في الولايات المتحدة، ومثلت في أفلام أنايتس تيل و40 دايس و 40 نايتس وريستكوتيرس وألوف ستوري وذا أوردر ورود تو ناوهير ومثلت كذلك في مسلسل موون لايت وهي ذات اصول ألمانية.

## روابط خارجية
- شانين سوسامون على موقع IMDb (الإنجليزية)
- شانين سوسامون على موقع ميتاكريتيك (الإنجليزية)
- شانين سوسامون على موقع روتن توميتوز (الإنجليزية)
- شانين سوسامون على موقع قاعدة بيانات الأفلام العربية
- شانين سوسامون على موقع ألو سيني (الفرنسية)
- شانين سوسامون على موقع ميوزك برينز (الإنجليزية)
- شانين سوسامون على موقع تيرنر كلاسيك موفيز (الإنجليزية)
- شانين سوسامون على موقع أول موفي (الإنجليزية)
- شانين سوسامون على موقع قاعدة بيانات الأفلام السويدية (السويدية)
- شانين سوسامون على موقع إن إن دي بي (الإنجليزية)